# Kazuma Irifune
Kazuma Irifune (入船 和真 Irifune Kazuma?), född 15 november 1986 i Miyazaki prefektur, är en japansk före detta fotbollsspelare.
Irifune började sin karriär 2005 i Sanfrecce Hiroshima. 2008 flyttade han till Tokushima Vortis. Han avslutade karriären 2008.